# Cratere Nāwahī
Nāwahī  è un cratere sulla superficie di Mercurio.